# Shercock
Shercock (iriska: Searcóg) är en ort i republiken Irland.   Den ligger i grevskapet An Cabhán och provinsen Ulster, i den nordöstra delen av landet, 90 km nordväst om huvudstaden Dublin. Shercock ligger 109 meter över havet och antalet invånare är 531.
Terrängen runt Shercock är platt. Runt Shercock är det ganska glesbefolkat, med 26 invånare per kvadratkilometer. Närmaste större samhälle är Bailieborough, 10,2 km söder om Shercock. Trakten runt Shercock består i huvudsak av gräsmarker.